# Teoria religii
Teoria religii – przyjęcie teoretycznej perspektywy poznawczej zmusza badacza do posługiwania się dualizującym (podmiotowo-przedmiotowym) językiem refleksji filozoficznej i naukowej.

## Dualistyczne (podmiotowo-przedmiotowe) teorie religii
Badacz starający się określić swoją religię w dwuwartościowym świecie rozszczepia ją na część przedmiotową i podmiotową. Za podmiot religii musi uznać człowieka: wyznawcę, kapłana, teologa, proroka, reformatora. Człowiek organizuje kult, ustala jego formę, dobiera stosowny rytuał, składa ofiary, układa modlitwy. Buduje wreszcie świątynie lub kościoły, zakłada instytucje religijne, reformuje je lub dzieli tworząc schizmy i herezje, modli się i prorokuje. Cała jego działalność jest jednak skierowana do "przedmiotu": Boga, bogów, boskości.
Bogowie są rzeczywistością "daną", obiektywną, kryterium, według którego można ocenić starania wyznawców. To człowiek się myli i błądzi, Bóg ocenia.

## Dualistyczno-metafizyczne teorie religii
Problem rodzi się wtedy, gdy myśliciel chce wypracować rozumową metodę dotarcia do boskiej rzeczywistości, określenia jej charakteru i istoty, co jest niezbędne, by w oparciu o tę obiektywną rzeczywistość wyjaśnić charakter związków podmiotowo-przedmiotowych, dojść do tego, na ile religia realizuje stawiane sobie cele, w jakim stopniu formy kultu wybrane przez wyznawców danego bóstwa odpowiadają jego charakterowi, oraz na ile cechy przedmiotu kultu uprawomocniają działania podejmowane przez podmiot kultu- wyznawcę. Dochodzenie do istoty Boga na podstawie form jego kultu jest jednak z zasady nieprawidłowe, ponieważ znajduje się w nich element ludzki (subiektywny), badania prowadzimy tam, gdzie element ludzki nie istnieje – Ponieważ nie udaje się zaobserwować bogów samych w sobie, a nie można opierać się na relacjach wyznawców (gdyż są subiektywne), przyjmowano tezę, że rzeczywistość materialna jest nam dana z góry i obiektywna, gdyż została stworzona, wyłoniła się z bogów, lub w wyniku ich działań.
Badając rzeczywistość materialną, szukano w niej “zaszyfrowanych” informacji na temat charakteru, istoty, jej twórcy.
Tą drogą podążał Arystoteles i jego naśladowcy z Ibn Siną (Awicenną) i św. Tomaszem z Akwinu na czele, a także Hegel, który doszukiwał się działań opatrzności “Ducha” w historii oraz "teologia naturalna" popularna w środowisku protestanckim, w Anglii i Stanach Zjednoczonych w XVIII i XIX w.

## Dualistyczno anty-metafizyczne teorie religii
Rozwój sceptycznej filozofii i przyrodoznawstwa wykazuje jednak fiasko takiej perspektywy poznawczej.
W tym ujęciu naukowemu badaniu podlega wyłącznie materia oraz uchwytne obserwacyjnie ludzkie działanie. W tym momencie wyjaśnia się fakt istnienia religii, a także usensownia ją przy pomocy jej uchwytnego aspektu – korzystnego wpływu na społeczne funkcjonowanie jednostki, wytyczanie norm moralnych.
Taka postawa filozoficzna, widoczna szczególnie u Kanta, przyczyniła się do ukształtowania metod i oglądu i oceny religii z punktu widzenia postulowanych w niej norm etycznych a także moralności jej wyznawców.
A zatem wszelka religia stawia na czele moralność. Religia daje moralności piętno energii, piękność i rzeczywistość, bo sama moralność jest czymś idealnym.”
Wszelka oznacza tutaj wszelka prawdziwa religia. O tym, czy coś określane jest jako prawdziwa religia czy prymitywny zabobon, decyduje porównanie z pewnym “idealnym wzorcem”:
“Stosownie do tej potrzeby praktycznego rozumu [tj. potrzeby moralnej] powszechna prawdziwa wiara religijna jest wiarą w Boga:
1. Jako wszechmocnego stwórcę nieba i ziemi, tj. od strony moralnej jako świętego prawodawcę.
2. w Boga żywiciela ludzkiego rodu jako łaskawego zarządcę i moralnego opiekuna,
3. w Boga rządcę swych własnych praw, tj. jako sprawiedliwego sędziego.

Wiara ta nie zawiera właściwie żadnej tajemnicy, ponieważ wyraża jedynie moralny stosunek Boga do ludzkiego rodu, sama z siebie narzuca się ludzkiemu rozumowi i dlatego spotykana jest w religii większości cywilizowanych narodów.”
Te kryteria – bardzo surowe dla religii niemonoteistycznych można spostrzec w pracach klasyków nowożytnego religioznawstwa, szczególnie u Frazera. Później także Freud i Émile Durkheim usensowniają religie przy pomocy jej zaczepienia w zjawiskach bezpośrednio uchwytnych, materialnych – takich jak instytucje religijne, kanony moralne, co doprowadza do utożsamienia religii właśnie z tymi jej elementami. Jeśli zaś chodzi o pojęcie Boga, zostaje ono zepchnięte do sfery subiektywnej kształtującej się pod wpływem oddziaływania “obiektywnej rzeczywistości” kulturowej i przyrodniczej. Należy przyjąć stwierdzenie: człowiek – subiektywny, badając rzeczywistość materialną – obiektywną dochodzi do swojej – subiektywnej wizji Boga, bogów, boskości i kontempluje ją w stworzonej przez siebie religii. Co jednak może oznaczać, że czci się nie realnego Boga, lecz swoją własną wizje czy wręcz swoje własne cechy – do czego doszedł jeden ze znaczniejszych krytyków religii Ludwik Feuerbach:
“To, co stanowi istotę człowieka w odróżnieniu od zwierzęcia, jest nie tylko podstawą religii, ale także jej przedmiotem. Religia jest bowiem świadomością tego, co nieskończone jest i nie może być niczym innym, jak tylko uświadomieniem sobie przez człowieka swej własnej istoty, i to nie istoty skończonej, ograniczonej, lecz nieskończonej.”
Można tutaj zauważyć, że niemalże równolegle z krytyką religii “historycznej” idzie u Feuerbacha (lecz nie tylko u niego) próba tworzenia jakiejś nowej wiary, w której obiektem czci ma być rozumiany ponadjednostkowo “rozum”:
“Dopiero wtedy, czytelniku, gdy myślisz o Bogu – myślisz o rozumie w taki sposób, w jaki on jest naprawdę, mimo że wyobraźnia Twoja każe Ci widzieć w Bogu istotę różną od rozumu.”
Religia zatem jest tworem wyobraźni, lecz tworem “obiektywnie” uwarunkowanym charakterem psychiki ludzkiej: “Bogowie są przeto tworami fantazji, ale tworami fantazji ściśle związanej z ludzkim poczuciem zależności, z ludzkim egoizmem; są tworami fantazji a zarazem istotami lub tworami afektu, a zwłaszcza strachu i nadziei. Człowiek żąda od nich, aby mu pomagali, kiedy wyobraża ich sobie jako istoty dobre. [...] Prosi zaś ich, aby mu nie szkodzili w jego zamiarach i radościach, kiedy wyobraża ich sobie jako istoty złe.”
Religia jest w tym ujęciu subiektywną, psychiczną reakcją człowieka na obiektywną rzeczywistość materialną (przyrodę, stosunki społeczne, procesy dziejowe), mającą swoje ukryte (racjonalne i dostępne badaniom oraz obiektywne) znaczenie niezależne od idei Boga (jako subiektywnych i uwarunkowanych).
Jak na przykład ukryte znaczenie religii u Marksa – kontrola nad klasami wyzyskiwanymi i kanalizowanie ich pragnienia polepszenia swego losu w kierunku nadziei na nagrodę w “lepszym świecie”.
Max Weber zbudował swoją, konkurencyjną względem marksistowskiej, teorię religii, zamieniając heglowskie pojęcie ducha czasu na ducha racjonalizmu, charakterystycznego dla kultury zachodnioeuropejskiej a ucieleśnionego w religii protestanckiej
Jedynym aspektem, w którym badana jest tu religia, jest jej wymiar społeczny i ideologiczny – postulowana etyka. Praktycznie oznacza to sprowadzenie religii do tych dwóch wartości, gdyż przekonanie o tym, że jest w niej coś więcej niż aktywność społeczna i nakazy moralno-obyczajowe, jako subiektywne nie zostało uwzględnione w procesie badawczym. Jak już wcześniej wspomniałem, przekonanie o irracjonalnym charakterze wiary spowodowało, że można było uzasadniać jej istnienie wyłącznie funkcjonalnie, w oparciu o społeczną, edukacyjną rolę religii. Dla Emila Durkheima, na przykład, religia jest wytworem zbiorowości - społeczeństwa, jej “ukryta”, obiektywna funkcja to odnawianie i wzmacnianie więzi społecznych przy pomocy obowiązku czy praktyki uczestnictwa we wspólnych obrzędach, pielęgnowania wspólnych przekonań.
Równie ważne z punktu widzenia interesów zbiorowości jest kształtowanie charakterystycznych dla wspólnoty religijnej i zarazem społecznej pojęć, takich jak chociażby kalendarz czy pojęcie czasu w ogóle. Podsumowując, religia w myśl założyciela “szkoły socjologicznej” tworzy i podtrzymuje więzi społeczne oraz wdraża jednostkę do życia w zbiorowości. Ta funkcjonalna definicja religii nie tyle redukuje ją do roli społecznej, ile implikuje stwierdzenie, że można ją zrozumieć jedynie jako zjawisko społeczne, emanację zbiorowości, myślenia zbiorowego odrębnego od świadomości jednostkowej, jak twierdzi Henri Bergson.
U Freuda religia socjalizuje jednostkę, umożliwia jej kontrolowanie pierwotnych instynktów. Przyjęcie tej niewątpliwie redukcjonistycznej koncepcji religii wcale nie musi się łączyć z jakąś niechęcią do tego zjawiska. Już u Freuda religia, jako pierwszy przejaw kultury, pierwsza jej forma, chroni człowieka przed mrocznymi siłami natury ukrytymi w najgłębszej części podświadomości – “id”, nakazującymi mu egoistyczne i niepohamowane zaspokajanie instynktów, a także przed tyranią najsilniejszych jednostek.
Tę teorię rozwija Erich Fromm, który uzupełnia swoją interpretacje psychoanalizy elementami marksizmu. Buduje obszerną teorię religii, które klasyfikuje na: “humanistyczne” – w których człowiek jest “miarą wszystkich rzeczy”:
“Formalnie opiera się ona na zasadzie głoszącej, że tylko sam człowiek, a nie przewyższający go autorytet może ustanawiać kryterium odróżniające cnotę od grzechu. Materialnie opiera się ona na zasadzie mówiącej, że «dobre» jest to, co jest dobre dla człowieka: «złe», co jest dla niego szkodliwe, czyli jedynym kryterium wyboru wartości etycznych jest tu dobro człowieka.”
Sprzyjają one rozwojowi wewnętrznemu jednostki, jej twórczej partycypacji w społeczeństwie. Zalicza do nich nauki Jezusa, niektórych proroków Starego Testamentu, “pierwotny” marksizm, dalekowschodnie religie i systemy filozoficzne z buddyzmem Zen na czele i właśnie psychoanalizę. Dalej Fromm wyróżnia religie autorytarne, takie jak: katolicyzm, kalwinizm, judaizm – mogą one być pożyteczne lub szkodliwe, lecz zawsze hamują rozwój człowieka podporządkowując go “nieludzkiemu” (tj. nie będącemu człowiekiem) autorytetowi – Bogu. Wreszcie za idolatrie – religie fałszywe Fromm uważa wszelkie ideologie oparte czy podsycające cechy sado-masochistyczne i orientację nekrofilną, której istotą jest umiłowanie śmierci i destrukcji, często pod płaszczykiem wzniosłych ideałów: nazizm, komunizm. Również światopogląd konsupcjonistyczny, charakterystyczny, według Fromma dla kultury zachodniej XX wieku jest formą religii opartej na hedonizmie i postawie merkantylnej, gdzie podstawowym kryterium wartości jest wymienialność, modus posiadania. Widzimy więc, że pojęcie religii zostaje znacznie poszerzone i obejmuje prawie każdy system filozoficzny, ideologię czy wręcz postawę życiową z charakterystyczną dla niej etyką.
W ten sposób wychodząc od religii podzielonej na elementy obiektywne i subiektywne, “przerzuca” się ją do sfery subiektywnej- podmiotowej, jako zespół wierzeń i przekonań. Dalej pozostaje już jedynie kwestia orzeczenia o uwarunkowaniu tych przekonań wpływami “obiektywnego” świata przyrody czy związków społecznych bądź stwierdzenia o braku tych powiązań.
Można zdefiniować religię jako zjawisko subiektywne zakorzenione jednak w obiektywnym świecie i w ten sposób dające się obiektywnie poznać i opisać. Religia jest wiarą w “świat duchowy”, określonym stanem psychicznym uwarunkowanym i wyjaśnianym usytuowaniem wyznawcy w jego środowisku kulturowym i przyrodniczym, na przykład strach przed niezrozumiałymi i niekontrolowanymi siłami przyrody powoduje ich personifikacje jako bogów, których czci się w religii oraz próbuje się na nich wpłynąć za pomocą magii. W gruncie rzeczy tak wygląda koncepcja religii u Tylora i Frazera, religia jest tam sprowadzona do subiektywnego przeświadczenia danej grupy ludzi o istnieniu bytów niematerialnych, ponieważ, zdaniem wspomnianych klasyków historii religii, przekonanie to ma silny związek z usytuowaniem danej społeczności w świecie “obiektywnym” i zmienia się wraz ze zmianą tego usytuowania czyli wraz ze zmianami w kulturze, postępem cywilizacyjnym umożliwiającym przewidywanie występowania zjawisk naturalnych. Istotą religii jest więc jej zakorzenienie w rzeczywistości “obiektywnej” i to właśnie podlega badaniom. Przyjęcie takiej wizji religii jest niezwykle wygodne, gdyż tworzy klasyczny układ podmiotowo-przedmiotowy: Badacz-podmiot procesu badawczego bada wynikające z rzeczywistości obiektywnej, materialnej zjawisko religijne- przedmiot badania. Przedmiotem obserwacji jest tutaj kontekst społeczny danej religii, sytuacja historyczna, zaawansowanie cywilizacyjne, struktura organizacyjna. Przyjęcie takiej koncepcji religii nie pociąga za sobą konieczności wyboru określonej opcji ideowej. Teoria religii Karola Marksa i Fryderyka Engelsa oparta jest na powyższym schemacie – religia jawi się jako “fantastyczne odzwierciedlenie w ludzkich głowach tych zewnętrznych sił, które rządzą codziennym bytem ludzi”, z początku sił przyrody, później sił społecznych, “dziejowych”. Niemniej jest to odzwierciedlenie z zasady wypaczone, fałszywe, “opium dla ludu”.
Inne stanowisko prezentuje już Claude Lévi-Strauss, wywodzi się on ze szkoły socjologicznej Durkheima, lecz sporo zaczerpnął także od Marksa i Engelsa, między innymi naturalistyczną koncepcje religii:
“Jeśli bowiem można powiedzieć w pewnym sensie, że religia polega na uczłowieczaniu praw natury, zaś magia na naturalizacji działań ludzkich.” Niemniej “osłabia” redukcjonistyczny charakter tego stwierdzenia uczciwym przyznaniem o etnocentrycznym charakterze kategorii naukowych – takich jak na przykład: postęp, historia. Dopuszcza skuteczność wielu praktyk magicznych i religijnych w łonie kultury, która je stworzyła, jest więc zwolennikiem autonomii religii w obrębie własnej kultury:
“Nie ma więc powodów, by wątpić w skuteczność pewnych praktyk magicznych. Ale wraz z tym okazuje się, że skuteczność magii wymaga wiary w magię, i że wiara ta występuje w trzech dopełniających się postaciach: jest to przede wszystkim wiara czarownika w skuteczność jego technik: jest to, dalej wiara we władzę czarownika u chorego, którym się on opiekuje, lub u ofiary, którą prześladuje; są to, wreszcie, zaufanie i wymagania opinii zbiorowej tworzące w każdej chwili swego rodzaju pole grawitacji, w obrębie którego sytuują się i określają stosunki między czarownikiem a tymi, których on zaklina.”
Dalej następuje jednak próba racjonalizacji fenomenu skuteczności praktyk magicznych odwołaniem się do “efektu placebo”. Levi-Strauss wierzy także, że do pewnego stopnia można zredukować etnocentryzm badającego stosowaniem analizy strukturalnej. Ma ona pozwolić na “uprzedmiotowienie”, “zobiektywizowanie” badanych przekazów mitycznych i rytuałów, gdyż można w nich znaleźć uniwersalne struktury wspólne dla różnych przejawów kultury: języka, reguł zawierania małżeństw, mitów a także świata przyrodniczego.

## Próby sformułowania niedualistycznej teorii religii

### Carl Gustav Jung
Psychologiczna koncepcja religii Junga traktuje ją jako reakcję i odzwierciedlenie treści wypływających z nieświadomości wspólnej całemu gatunkowi a powstałej w wyniku ewolucji biologicznej i psychicznej. Nieświadomość zbiorowa jest tu więc rzeczywistością obiektywną, zastaną i autonomiczną względem sytuacji historycznej. Religia jest subiektywną, uwarunkowaną jednostkowo i historycznie realizacją wypływających z nieświadomości treści obiektywnych – archetypów. Koncepcja Junga nie uwzględnia istnienia bądź nieistnienia Boga na zewnątrz człowieka, stwierdzając niemożność dotarcia do niego, lecz zakłada realność i obiektywność istnienia, Boga jako archetypu nieświadomości. Z tego tytułu religia jest niezwykle ważnym elementem kultury, gdyż chroni człowieka przed “opętaniem” przez treści archetypowe czyli niekontrolowanym wpływem nieświadomości kolektywnej na świadomość jednostki i całych społeczeństw (w gruncie rzeczy jest to zbieżne z teorią Freuda na temat roli religii, z wszakże innym rozłożeniem akcentów). Jung w ostry sposób krytykuje kultury zachodnioeuropejską i północnoamerykańską, które, jego zdaniem, zanadto skoncentrowały się na umacnianiu świadomości i świadomej racjonalnej woli – przejawia się to w odrzucaniu religii lub racjonalizowaniu jej (protestantyzm), co zaowocowało szybkim rozwojem technologicznym i społecznym; lecz kompletnie zaniedbano sztukę rozwoju wewnętrznego i zgłębiania nieświadomości, przez co stracono nad nią jakąkolwiek kontrolę, co doprowadziło do chaosu moralnego.
Mamy tutaj skomplikowany układ badawczy: Badacz – subiektywny podmiot procesu badawczego w oparciu o swoją znajomość sfery przedmiotowej – nieświadomości kolektywnej bada religie – uwarunkowaną historycznie i kulturowo interpretacje tej samej sfery. Warunkiem niezbędnym, do stosowania tej metody, jest uznanie, po pierwsze- istnienia sfery nieświadomości kolektywnej, po drugie- uznanie ją za obiektywną i niezależną od kultury, a powyższe tezy są niefalsyfikowane.
To pobieżne przedstawienie koncepcji badania religii i zdefiniowania jej w systemie dwuwartościowym powinno już zwrócić uwagę na ograniczenia, które narzuca tenże system. Uniemożliwia on zaklasyfikowania pojęcia Boga inaczej niż do sfery poglądów (subiektywno-podmiotowej) lub rzeczywistości materialnej. I jedno i drugie nie jest twierdzeniem neutralnym aksjologicznie. Skoro stwierdzam, że Bóg jest realną, obiektywną rzeczywistością, deklaruję w ten sposób swoją wiarę i nie potrafię tego udowodnić. Jeżeli stwierdzam, że Bóg istnieje tylko subiektywnie, gdyż ktoś w niego wierzy, zakładam, że bez wyznawców Bóg nie istnieje, co jest również stwierdzeniem ideologicznym a na dodatek niesprawdzalnym. Widać tutaj potrzebę “rozmiękczenia” kategorii obiektywne-subiektywne lub wprowadzenia pojęć nie mieszczących się w tym podziale.

### Friedrich Schleiermacher
Już w toku krytyki filozofii Kanta dokonanej przez Friedricha Schleiermachera powstała definicja religii, w której wykorzystano pojęcie nie mieszczące się w układzie subiektywne-obiektywne, podmiot-przedmiot. Schleiermacher sprzeciwia się redukowaniu religii do moralności (kodeksów, przykazań, dogmatów) lub do metafizyki (filozofii transcendentalnej), bądź to do tworzenia pojęcia religii ze zmieszania tych dwóch elementów. Zarówno metafizyka jak i moralność stawiają człowieka jako punkt centralny wszystkich relacji. A religią nie jest, według autora “Mów o religii”, to, co rodzi się wewnątrz człowieka, i to, co jest wyłącznie jego dziełem. Religia zdefiniowana jest jako “ogląd nieskończoności i do nieskończoności upodobanie”, a powstaje w wyniku interakcji człowiek-wszechświat (rozumiany w sposób mistyczny – jako wyraz wszechmocy jego twórcy, a nie astrofizyczny). Człowiek w myśl omawianej filozofii, tak jak i inne rzeczy “poszczególne i skończone” jest odbiciem tego, co nieskończone (wszechświata). Odczuwając w sobie ową nieskończoność człowiek przywłaszcza ją sobie lub kontempluje ją w religii, nie ma tutaj znaczenia czy nieskończoność zostanie uosobiona w pojęciu Boga czy cały wszechświat zostanie ubóstwiony, gdyż i tak oddaje się tu cześć nieskończoności objawionej w tym, co ograniczone: w przyrodzie, w człowieku i wreszcie w historycznych formach religii – stąd niewłaściwe jest badanie jej z pominięciem zawartej w niej nieskończoności, co redukuje to zjawisko do, pochodzących od człowieka, elementów metafizyki i moralności.
Filozoficzna teoria religii Schleiermachera przyczyniła się do powstania szkoły myślowej “broniącej” autonomii religii a opozycyjnej względem racjonalizmu, scjentyzmu i ewolucjonizmu. Do tej “szkoły” należeli Robert Marett i Natan Soderblom, a wywodzi się z niej także Rudolf Otto.

### Rudolf Otto
Wprowadza on pojęcie “numinosum” – świętość, fenomen z założenia niedefiniowalny w innych kryteriach niż religijne i niepoznawalny w inny sposób niż za pomocą “sensus numinis” – odczucia boskości. Religia w ujęciu Otta powstaje jako reakcja na owo odczucie boskości, które można wyrazić w całej skali uczuć od przerażenia do zachwytu. Możliwa jest racjonalizacja religii, ze względu na jej cele i moralność, lecz gdy te zabiegi odrywają się zanadto od sensus numinis, które powołało daną religię do życia, stają się spekulacjami filozoficznymi niemającymi wiele wspólnego z wiarą. Świętość jest więc rzeczą samą w sobie, daną, którą można odczuć, lecz nie można jej zdefiniować inaczej niż przez to odczucie.
Podobnie postulat, czy też żądanie uznania autonomiczności religii wysuwa Max Scheler. Akty religijne są u niego “konstytutywne” dla ludzkiej świadomości, tak jak myślenie, postrzeganie i odczuwanie. Ich istnienia nie można wyjaśniać żadnym kontekstem materialnym, gdyż kierują się ku rzeczywistości niematerialnej i pozaempirycznej – nie mogą więc być uwarunkowane tęsknotami, życzeniami, potrzebami, które skierowane są do sfery poznawalnej empirycznie. Wreszcie ich istnienie, zdaniem Schelera, można pojąć tylko wtedy, gdy przyjmuje się realność sfery, do której się kierują. Jednocześnie ta sfera jest odrębna od wszystkiego co ziemskie, umyka wszystkim ziemskim podziałom i kategoriom (takim jak subiektywne-obiektywne). Przemyślenia Maxa Schelera dostarczają argumentów za tym, że sama dyskusja nad tym, czy umieścić religię w sferze faktów czy poglądów, jest już manifestacją swej opcji ideologicznej i to często manifestacją nieuczciwą, ukrytą pod przykrywką naukowej narracji. Czyli “udowadnianie” istnienia bądź nierealności Boga jest w praktyce zbieraniem “argumentów” na poparcie tezy, w którą wierzymy.
Po przyjęciu tej tezy, wręcz automatycznie nasuwa się pytanie: Jak w takim razie prowadzić badania nad religią, by przedstawić i wyjaśnić to zjawisko możliwie rzetelnie i bezstronnie?
Na to pytanie próbuje odpowiedzieć Gerardus van der Leeuw. Religia jest u niego “przeżyciem granicznym” wymykającym się postrzeganiu, podobnie bogowie – nie ukazują się w sposób zrozumiały, dlatego też fenomenologia określa przedmiot religii jako “coś innego” z zasady niepojętego. To coś objawia się człowiekowi, wywołuje jego reakcje: zdziwienie, strach, uwielbienie. Fenomenologia bada właśnie reakcję człowieka na zetknięcie z “czymś innym”. Bada ją jako zjawisko “fenomen”, nadaje mu nazwy i tym samym wyjaśnia charakter. Nie w odniesieniu do “innego” – nieuchwytnego, lecz za pomocą określenia charakteru relacji między podmiotem a przedmiotem, między człowiekiem a tym, co mu się objawiło. “Kiedy ów «ktoś» zaczyna mówić o tym, co się jawi, wówczas mamy do czynienia z fenomenologią”.
Fenomenologia nie rezygnuje z kategorii “podmiot” i “przedmiot”, niemniej pozwala na ich “rozmiękczenie”. Przedmiotem badania są reakcje człowieka na zetknięcie z “mocą”, reakcja jest uchwytna poznawczo nawet jeżeli jest wynikiem zetknięcia z czymś nieokreślonym- pozostaje bowiem dziełem człowieka. Dziełem, które pozostaje jednak, w zasadzie, wolne od uwarunkowań społecznych, historycznych i przyrodniczych. Podmiotem jest badacz, który może i powinien stać z boku, obserwować i opisywać. Nie jest jego zadaniem orzekać o obiektywnym czy subiektywnym uwarunkowaniu opisywanych fenomenów, nie wdaje się w dyskusje, czy “moc” istnieje realnie. Ponieważ opisuje reakcje ludzi, którzy się z nią zetknęli, musi zakładać realność “mocy”, lecz bierze ją “w nawias” niemożności naukowego do niej dotarcia.
Leeuw jest reprezentantem tradycji myślowej, wywodzącej się od Rudolfa Otto, w której religia jest określana jako relacja człowieka z nieuchwytnym “innym”, świętością, czy wreszcie sacrum. To ostatnie pojęcie zrobiło wielką karierę w naukach o religii. Jest stosowane przez różnych badaczy wywodzących się z różnych szkół i używających go w różnych kontekstach, niemniej jego pierwotna definicja pozostała niezmienna. Przedstawię ją za Rogerem Caillois: “W zasadzie, jedyne co możemy prawomocnie orzec o sacrum w ogólności, zawiera się już w samej definicji tego pojęcia: że przeciwstawia się ono profanum.”

### Roger Caillois
Autor – wywodzący się ze szkoły socjologicznej Durkheima, Graneta i Maussa, lecz czerpiący również z prac Rudolfa Otto, przedstawia następnie typy stosunków człowieka – reprezentanta świata profanum z sacrum, co jest klasycznym postępowaniem przy tego typu założeniach wyjściowych, istotne są tu niemniej stwierdzenia o tym, że człowiek religijny żyje w dwóch środowiskach: świeckim, w którym może bezpiecznie działać i które angażuje go a sposób powierzchowny i świętym angażującym go bardzo głęboko, wyznaczającym cel i sens życia. Wreszcie Caillois zauważa, że światy sacrum i profanum pomimo swej kategorialnej różności nie są i nie mogą być izolowane, gdyż są podstawą do wzajemnego określenia. Myśl tę przejmuje i rozwija dalej Mircea Eliade.

### Mircea Eliade
Pojęciem kluczowym w eliadowskiej koncepcji religii jest hierofania – objawienie świętości. Objawienie następuje w elemencie profanum. Absolut zstępuje w świat świecki uświęcając go swoją obecnością. Święty kamień nie jest już tylko kamieniem, święte drzewo zwyczajnym drzewem. Sacrum będące z zasady niepojęte staje się zrozumiałe, bliższe człowiekowi przybierając ziemską, ograniczoną postać (ograniczoną to znaczy dającą się pojąć, niekoniecznie materialną – np. niebo, ogień, woda). Historia religii to historia waloryzacji sacrum w coraz to nowych hierofaniach oraz rewaloryzacji starych objawień. Koncepcja ta umożliwia badanie sacrum, o ile widzimy jego obecność w świecie uchwytnym badawczo, jeżeli akceptujemy święty charakter hierofanii.
Religia w ujęciu Eliadego nie daje się rozszczepić na część podmiotową i przedmiotową. Zarówno świętość jak i człowiek jest tu stroną działającą, aktywną. Sacrum zstępuje w profanum, człowiek spostrzega je i opisuje. Ponieważ historyk religii pisze historie człowieka religijnego, żyjącego w świecie uświęconym obecnością hierofanii musi akceptować prawa rządzące tym światem. Historyk religii – badacz nie może być też superarbitrem opisującym świat hindusa lub aborygena w kryteriach swojej kultury – jest to przejaw prowincjonalizmu a nie obiektywizacja. Według Eliadego, nie ma kryteriów wolnych od wpływu sacrum, ponieważ wszystkie funkcjonujące określenia: podziały przestrzeni, koncepcje czasu są hierofaniami bądź od nich pochodzą. Także pojęcie “historii” ma swoje religijne korzenie, a jego późniejsza sekularyzacja nie jest bynajmniej zjawiskiem pozwalającym na obiektywny, bezstronny ogląd rzeczywistości, lecz skrzywieniem, którego konsekwencją jest popadnięcie w kulturowy subiektywizm. Nie ma tutaj biernego przedmiotu badania i badacza, który przy pomocy arsenału obiektywizujących pojęć dochodzi do prawdziwej natury badanego zjawiska. Aby zrozumieć badaną religię, historyk musi zaakceptować jej kategorie zarzucić postawę sceptyka i tym samym zanurzyć się w badanej religii- w pewnym stopniu przestać być badaczem, a stać się w jakimś sensie wyznawcą, co oznacza tutaj uznanie transcendencji, ekumenicznego charakteru sacrum, umiejętność odnalezienia jego elementów lub pozostałości w swojej kulturze co może pozwolić na zrozumienie świata “człowieka religijnego”.